# Сабєєв Арават Сергійович
Арават Сергійович Сабєєв (нім. Arawat Sabejew, рос. Арават Сергеевич Сабеев; нар. 24 вересня 1968, Петропавловськ, Північноказахстанська область, Казахська РСР) — радянський та німецький борець вільного стилю осетинського походження, чемпіон та срібний призер чемпіонатів світу, триразовий чемпіон, срібний та дворазовий бронзовий призер чемпіонатів Європи, срібний призер Кубку світу, бронзовий призер Олімпійських ігор. Заслужений майстер спорту СРСР з вільної боротьби.

## Життєпис
Боротьбою почав займатися з 1983 року в Казахстані. Перший тренер, його батько, Сергій Сабєєв — родоначальник Жезказганської школи вільної боротьби, був уродженцем Північної Осетії, проте багато років відпрацював в Казахстані, після чого повернувся до Владикавказа. Саме там і відбувалося становлення Аравата як борця.
З 19 років він став брати участь в міжнародних змаганнях. У 1987 році Арават виграв свої перші міжнародні змагання. У канадському Бернабі він став чемпіоном світу серед юніорів у важкій вазі. Через рік в Польщі виграв чемпіонат Європи серед юніорів. Наступного року став уже європейським чемпіоном серед дорослих в Анкарі. В цей час Арават Сабєєв жив уже в Білорусі — у Гродно. Представляв місцевий Спортивний клуб армії. Кращим на континенті він став і рік потому.
Після розпаду Радянського Союзу Арават Сабєєв переїхав до Німеччини. Почав боротися за клуб «VfK Schifferstadt» з міста Шифферштадт, Рейнланд-Пфальц в Бундес-лізі. З тих пір у всіх змаганнях він брав участь як німецький спортсмен. Виграв чемпіонат Європи 1993 року в Стамбулі. Наступного року там же він став найсильнішим борцем у світі.
Надалі Арават завоював ще багато медалей, в тому числі, бронзова літньої Олімпіади 1996 року в Атланті. Там він зазнав поразки від дагестанського борця, що представляв на тому турнірі Україну, і змушений був боротися за нагороди через «втішні» змагання. У сутичці за бронзову медаль Арават Сабєєв переміг білоруса Сергія Ковалевського.
Завершив спортивну кар'єру в 2000 році.
Після завершення спортивних виступів займався бізнесом. У грудні 2010 року був головою ради естонської компанії Baltic International Trading, що займається купівлею-продажем нафтопродуктів і хімікатів.

## Спортивні результати на міжнародних змаганнях

### Виступи на Олімпіадах
| Змагання                    | Збірна    | Вагова категорія           | Місце  |
| --------------------------- | --------- | -------------------------- | ------ |
| Літні Олімпійські ігри 1996 | Німеччина | вільна боротьба, до 100 кг | Бронза |
| Літні Олімпійські ігри 2000 | Німеччина | вільна боротьба, до 97 кг  | 9      |

### Виступи на Чемпіонатах світу
| Змагання                        | Збірна    | Вагова категорія           | Місце  |
| ------------------------------- | --------- | -------------------------- | ------ |
| Чемпіонат світу з боротьби 1993 | Німеччина | вільна боротьба, до 90 кг  | 4      |
| Чемпіонат світу з боротьби 1994 | Німеччина | вільна боротьба, до 100 кг | Золото |
| Чемпіонат світу з боротьби 1995 | Німеччина | вільна боротьба, до 100 кг | Срібло |
| Чемпіонат світу з боротьби 1997 | Німеччина | вільна боротьба, до 97 кг  | 10     |

### Виступи на Чемпіонатах Європи
| Змагання                         | Збірна    | Вагова категорія           | Місце  |
| -------------------------------- | --------- | -------------------------- | ------ |
| Чемпіонат Європи з боротьби 1989 | СРСР      | вільна боротьба, до 100 кг | Золото |
| Чемпіонат Європи з боротьби 1990 | СРСР      | вільна боротьба, до 100 кг | Золото |
| Чемпіонат Європи з боротьби 1993 | Німеччина | вільна боротьба, до 100 кг | Золото |
| Чемпіонат Європи з боротьби 1995 | Німеччина | вільна боротьба, до 100 кг | Бронза |
| Чемпіонат Європи з боротьби 1996 | Німеччина | вільна боротьба, до 100 кг | 5      |
| Чемпіонат Європи з боротьби 1997 | Німеччина | вільна боротьба, до 97 кг  | Бронза |
| Чемпіонат Європи з боротьби 2000 | Німеччина | вільна боротьба, до 97 кг  | Срібло |

### Виступи на Кубках світу
| Змагання                    | Збірна    | Вагова категорія          | Місце  |
| --------------------------- | --------- | ------------------------- | ------ |
| Кубок світу з боротьби 1997 | Німеччина | вільна боротьба, до 97 кг | Срібло |
| Кубок світу з боротьби 1999 | Німеччина | вільна боротьба, до 97 кг | 5      |

### Виступи на інших змаганнях
| Змагання                                                     | Збірна    | Вагова категорія           | Місце  |
| ------------------------------------------------------------ | --------- | -------------------------- | ------ |
| Гран-прі Німеччини з боротьби 1989                           | СРСР      | вільна боротьба, до 100 кг | Золото |
| Гран-прі Німеччини з боротьби 1992                           | Німеччина | вільна боротьба, до 100 кг | 4      |
| Гран-прі Німеччини з боротьби 1993                           | Німеччина | вільна боротьба, до 100 кг | Срібло |
| Гран-прі Німеччини з боротьби 1994                           | Німеччина | вільна боротьба, до 100 кг | Золото |
| Гран-прі Німеччини з боротьби 1995                           | Німеччина | вільна боротьба, до 100 кг | Золото |
| Ігри Балтійського моря 1997                                  | Німеччина | вільна боротьба, до 97 кг  | Золото |
| Гран-прі Німеччини з боротьби 1999                           | Німеччина | вільна боротьба, до 97 кг  | 7      |
| Всесвітні ігри військовослужбовців 1999                      | Німеччина | вільна боротьба, до 97 кг  | Срібло |
| Олімпійський кваліфікаційний турнір з боротьби 2000 (Мінськ) | Німеччина | вільна боротьба, до 97 кг  | Золото |
| Олімпійський кваліфікаційний турнір з боротьби 2000 (Токіо)  | Німеччина | вільна боротьба, до 97 кг  | Золото |
| Чемпіонат світу з боротьби серед військовослужбовців 2000    | Німеччина | вільна боротьба, до 130 кг | Срібло |

### Виступи на змаганнях молодших вікових груп
| Змагання                                      | Збірна | Вагова категорія           | Місце  |
| --------------------------------------------- | ------ | -------------------------- | ------ |
| Чемпіонат світу з боротьби серед молоді 1987  | СРСР   | вільна боротьба, до 100 кг | Золото |
| Чемпіонат Європи з боротьби серед молоді 1988 | СРСР   | вільна боротьба, до 100 кг | Золото |
| Кубок світу з боротьби серед молоді 1988      | СРСР   | вільна боротьба, до 100 кг | Золото |